# 由利高原鉄道
由利高原鉄道株式会社（ゆりこうげんてつどう）は、秋田県で鳥海山ろく線を運営する第三セクターの鉄道会社。
国鉄再建法施行により第1次特定地方交通線に指定され、廃止されることになった日本国有鉄道（国鉄）矢島線を引き継ぐため、秋田県および沿線地方自治体である本荘市・由利町・矢島町（現・由利本荘市）などの出資により設立された。本社は秋田県由利本荘市矢島町に所在。

## 歴史
- 1984年（昭和59年）10月31日 - 会社設立。
- 1985年（昭和60年）10月1日 - 国鉄矢島線の転換を受け、鳥海山ろく線開業[4]。
- 1989年（平成元年）4月1日 - 運賃改定。6km以上の区間で値上げ。全線520円から540円に。
- 1997年（平成9年）4月1日 - 運賃改定。6km以上の区間で値上げ。全線550円に。
- 2000年（平成12年）3月 - 本社を現在地に移転。
- 2008年（平成20年）4月1日 - 運賃改定。初乗り運賃を160円から180円に、全線580円に値上げ。
- 2009年 （平成21年） 3月19日 - 『釣りキチ三平』のラッピング車両運行開始。2011年（平成23年）3月18日まで。
- 2011年（平成23年）
  - 5月1日 - 『宇宙戦艦ヤマト』のラッピング車両運行開始。2014年（平成26年）3月19日まで。
  - 5月17日 - 前社長退任発表に伴い社長公募を発表。
  - 6月28日 - 前社長大井永吉にかわり新社長として春田啓郎が就任。
- 2012年（平成24年）ITアドバイザーに山田和昭が就任し[5]、Webショップを立ち上げ[6]、Facebookページを開設[7][8]。
- 2013年（平成25年）
  - 1月21日 -  「バーチャル飲み鉄」を提案する「由利高原鉄道車窓旅情セット」発売[9][10]。
  - 3月19日 - オリジナルデザイン鉄道車両のクッションを予約開始[11]。
  - 5月30日 - 由利高原鉄道応援団を結成、横須賀で第1回オフ会を開催[12][13]。
  - 7月 - 秋田県立博物館での「あきた大鉄道展」で由利高原鉄道コーナー展示[14][15]。
  - 7月20日 - 「まごころ列車」運行開始[16]。
  - 9月20日 - 列車アテンダントキャラクターの名前を「やしまこころ」と発表[17][18]。
- 2014年（平成26年）4月19日 - 『ゆりてつ 私立百合ヶ咲女子高鉄道部』のラッピング車両運行[19]。運行期間は2年間で2016年（平成28年）4月18日に運行終了となった[20]。
- 2015年（平成27年）11月3日 - 埼玉県立川越工業高等学校の生徒が乾電池駆動の車両を鳥海山ろく線前郷駅 - 矢島駅間折り返し22.615kmで走らせ、ギネス世界記録を達成[21]。
- 2016年（平成28年）4月23日 - マイクロバス3台にて貸切バス事業に参入[22]。
- 2018年（平成30年）
  - 7月 - 旧鮎川小学校（国登録有形文化財）が「鳥海山木のおもちゃ館」として開館するのにあわせ、最寄りの鮎川駅の周辺整備が実施される。開館時間中は列車通過の都度、旗が振られる。
  - 7月1日 - YR-2001 鳥海おもちゃ列車「なかよしこよし」運行開始[23][24]。
- 2019年（令和元年）
  - 5月17日 - 貸切バス事業不振を受けて退任する春田の後任社長を公募開始[25]。
  - 6月26日 - 社長公募に応じた27人の中から選任された、仙台市役所勤務の後に仙台交通社長を務めた萱場道夫が就任[1]。
- 2021年（令和3年）11月5日 - 秋田臨海鉄道廃線で不要になった遮断機などの踏切保安装置を、所有するアルフレッサファインケミカルとユナイテッドリニューアブルエナジーから無償譲渡。由利鉄にて撤去し、矢島駅工務所までトラックにて搬入[26]。
- 2022年（令和4年） - YR-2002による観光車両「nostalgic trainちょうかい」運行開始[23]。
- 2025年（令和8年）1月30日 - 地域公共交通活性化法に基づく、鳥海山ろく線の鉄道事業再構築実施計画が認定される[27]。計画期間は令和7年4月1日 - 令和17年3月31日（10年間）。

## 路線
- 鳥海山ろく線 羽後本荘駅 - 矢島駅（23.0km 12駅・第1種鉄道事業）

### 沿線の観光
路線は子吉川に沿っており、支流では秋に鮭の遡上を見られることがある。晴れた日には車窓より鳥海山が望める。終点の矢島駅からは猿倉温泉（由利本荘市鳥海町猿倉）の宿泊施設による送迎がある（要予約）。

## アテンダント

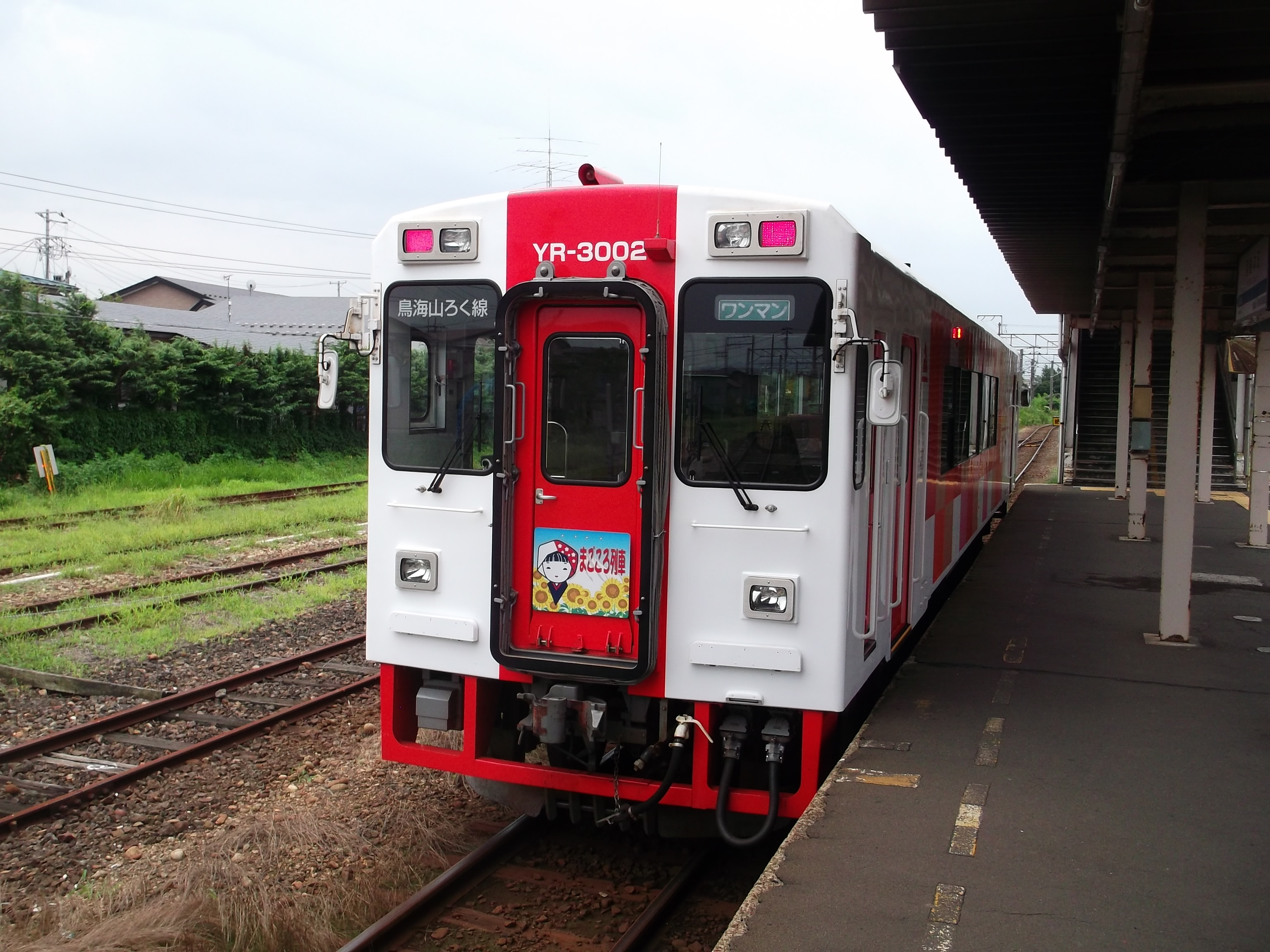
まごころ列車

「まごころ列車」として、秋田おばこ姿のアテンダントが1日1往復（矢島駅発9:40、羽後本荘駅発10:43）乗務し、旅客への案内や乗降補助、乗車証明書の配布、車内販売を行っている。アテンダントはイベント列車の企画や営業も行っており、団体列車にも乗務している。

## 車両

### 現有車両
2015年現在、2形式5両の気動車が在籍する。
YR-2000形（2001,2002 2両）

YR-2001は2000年（平成12年）11月、YR-2002は2003年（平成15年）3月に製造された。由利高原鉄道で初めて冷房装置、トイレを装備し、車体長も18 mに延長された。
YR-3000形（3001-3003 3両）

後述のYR-1500形の置換用として2012年（平成24年）3月から2014年（平成26年）3月にかけて3両が製造された。白を基調とするが、車両ごとにアクセントカラーと内装色が変更され、YR-3001は緑、YR-3002は赤、YR-3003は青となっている。

### 過去の車両
YR-1000形・YR-1500形（1001-1005 5両->1501-1503,1505 4両）

1985年（昭和60年）の転換時に1001 - 1004の4両、1988年（昭和63年）に1両 (1005) が製造された車体長14.8 mの気動車である。YR-1004は2003年（平成15年）12月に廃車された。残る4両は2000年（平成12年）から2004年（平成16年）にかけてエンジン交換、冷房化などの改造を受け、YR-1500形1501-1503、1505に改番された。2011年（平成23年）から2014年（平成26年）にかけて廃車され、形式消滅した。